# Pârâul Negru, Ciobănuș
Pârâul Negru este un curs de apă, afluent al râului Ciobănuș. 